# Muy Ilustre y Antiquísima Cofradía del Santo Sepulcro de Nuestro Señor Jesucristo
La Muy Ilustre y Antiquísima Cofradía del Santo Sepulcro de Nuestro Señor Jesucristo cuyos orígenes se remontan al siglo XIV, es la única cofradía de la Semana Santa en Zaragoza que no está integrada en la Junta Coordinadora de Cofradías de la Semana Santa de Zaragoza.

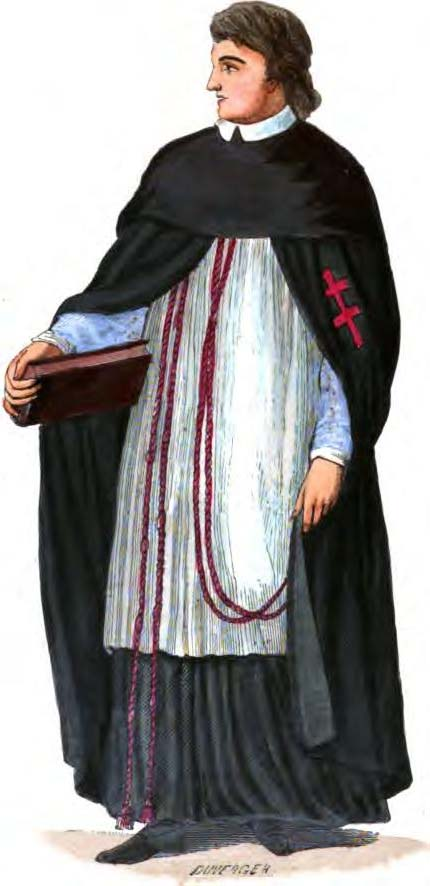
Sacerdote con la capa del Santo Sepulcro

## Historia

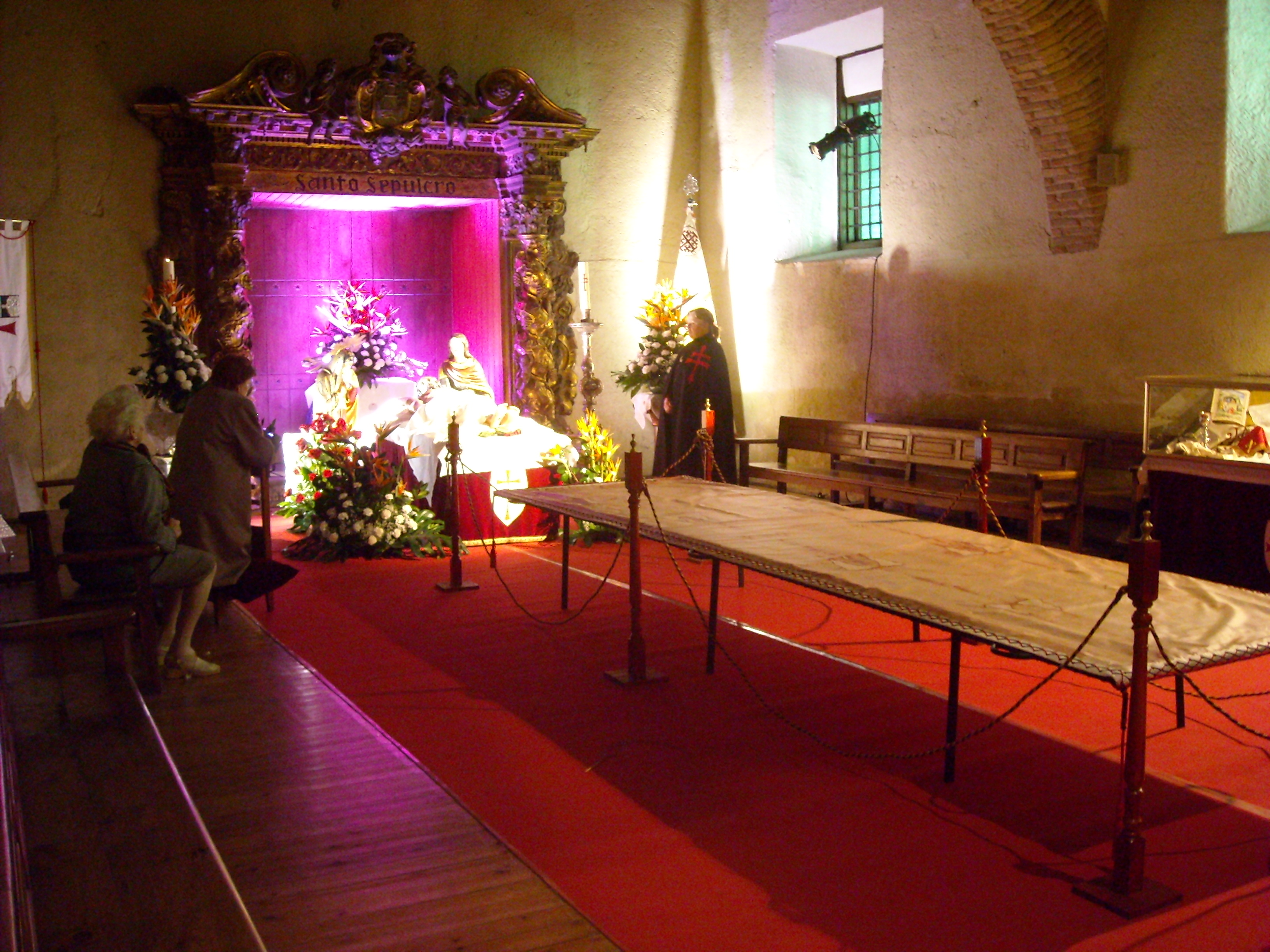

El origen de la Cofradía se remonta a la Baja Edad Media, estando documentada en la primera mitad del siglo XIV. Uno de los documentos escritos más antiguos que se conserva de la cofradía son las "Ordinaciones" documento fechado el 22 de abril de 1693 por el que el Arzobispo de Zaragoza Ibáñez de la Riva, aprobaba unos estatutos de la cofradía, que eran modificación de otros anteriores. Sin embargo, parece probable que el origen de la Cofradía se remonte a la fundación del Monasterio de la Resurrección del Santo Sepulcro, en 1304, ya que se ha encontrado un documento en el Archivo Histórico de Protocolos de Zaragoza en el que hace referencia a que la Cofradía nombraba a sus procuradores ya en el año 1336 (Publicado por Tercerol,Cuadernos de Investigación. nº17 año 2014.  Antonio Olmo ,Doctor en Historia del Arte e Historia, miembro de la Asociación para el Estudio de la Semana Santa)  Desde entonces y hasta el día de hoy, la congregación, el monasterio y la cofradía han estado estrechamente ligados. Se trata, por tanto, de una de las Cofradías vivas hoy día y perfectamente documentadas más antiguas de España.

## Pasos
La imagen de Cristo,   talla anónima de fines del siglo XVII,  procesiona en la tarde del sábado santo por el entorno histórico de la catedral de la Seo, la iglesia de la Magdalena, convento de San Agustín, Santa Mónica y San Nicolás. El Sábado Santo de 2016, no salió la procesión por no contar con la autorización del Arzobispado.
Imágenes de la Virgen, San Juan, María Magdalena, María Salomé y María de Cleofás todas pertenecientes a la escuela aragonesa de fines del siglo XVIII componen el Altar del Santo Sepulcro enmarcado en un bello ejemplo  barroco.

## Hábito
Los cofrades visten una capa de color negro con la cruz patriarcal del Santo Sepulcro en rojo.

## Sedes
Sede canónica: La iglesia del Santo sepulcro del Monasterio de la Resurrección del Santo Sepulcro.